# ویلفرید بدفیان
ویلفرید بدفیان (انگلیسی: Wilfried Bedfian؛ زادهٔ ۹ ژوئیهٔ ۲۰۰۱) بازیکن فوتبال است.
وی همچنین در تیم ملی فوتبال Cameroon U20 بازی کرده‌است.